# Jesse Smith
Jesse „Pinchi” Smith (ur. 24 listopada 1991 w San Pedro) – belizeński piłkarz (okazjonalnie również piłkarz plażowy) występujący na pozycji ofensywnego pomocnika lub napastnika, reprezentant kraju, obecnie zawodnik San Pedro Pirates.

## Kariera klubowa
Smith pochodzi z miasta San Pedro na wyspie Ambergris Caye. Karierę piłkarską rozpoczynał w tamtejszym klubie San Pedro Seadogs FC, w którego barwach wywalczył tytuł króla strzelców ligi belizeńskiej z 8 golami na koncie (2012). Równolegle do trenowania piłki nożnej brał udział w lokalnych zawodach kajakarskich. Następnie występował w zespole Belize Defence Force FC, by następnie powrócić na rodzinną wyspę, gdzie przez kolejne lata grał w turniejach regionalnych. W grudniu 2014 wystąpił w barwach ekipy Pro Divers FC w Mayor’s Cup Five-a-side Tournament, w grudniu 2015 w tym samym turnieju grał dla Los Catrachos FC, a w styczniu 2016 ponownie w Pro Divers, tym razem w rozgrywkach Mayor’s and Minister’s Cup.
W 2017 roku Smith został zawodnikiem nowo powstałego San Pedro Pirates FC. W wiosennym sezonie 2018/2019 Closing zdobył z nim tytuł mistrza Belize jako kapitan i gwiazda zespołu oraz został wybrany w oficjalnym plebiscycie najlepszym pomocnikiem rozgrywek. Niedługo po tym sukcesie odszedł z drużyny, lecz powrócił do niej już we wrześniu 2020. Jest uznawany za klubową legendę.

## Kariera reprezentacyjna
W listopadzie 2014 Smith znalazł się w składzie reprezentacji Belize w piłce nożnej plażowej na turniej Copa Centroamericana. Tam strzelał gole w każdym z meczów – jednego z Salwadorem (1:10), jednego z Gwatemalą (4:9) i trzy z Kostaryką (5:19). Jego zespół zajął ostatnie, czwarte miejsce w rozgrywkach.
Pierwsze powołanie do seniorskiej reprezentacji Belize Smith otrzymał na konsultacje w listopadzie 2014. Zadebiutował w niej jednak dopiero za kadencji selekcjonera Palmiro Salasa, 22 marca 2018 w wygranym 4:2 meczu towarzyskim z Grenadą.